# Pont de Foresthill
Le pont de Foresthill, construit en 1971 et mis en service en 1973, aussi appelé pont d'Auburn-Foresthill, est un pont situé sur la fourche nord de l'American River en Californie.

## Historique
Construit à l'origine pour accompagner le barrage jamais construit d'Auburn, le pont s'élève à 223 mètres (731 pieds) au-dessus du lit de la rivière. Il a été fabriqué par Kawasaki Heavy Industries au Japon, et monté par Willamette Western Contractors. Le pont enjambe l'American River, dans le comté de Placer entre les villes d'Auburn et de Foresthill, située dans les contreforts de la Sierra Nevada.
Le coût du pont d'origine fut de moins de 13 millions de dollars  (
75 millions actuels).

## Description du pont
Le pont de Foresthill est un pont à poutres cantilever en treillis et est long de 263 mètres.
Le pont comporte deux tabliers juxtaposés d'une largeur de quinze mètres chacun et composés d'une bande de circulation ainsi qu'une allée piétonne longeant le parapet.
Ce pont, d'une hauteur de 223 mètres, est le pont le plus élevé de l'État américain de Californie et le quatrième des États-Unis. 
Des graffitis contre le projet du barrage sont visibles sur la face inférieure du pont.

## Réhabilitation

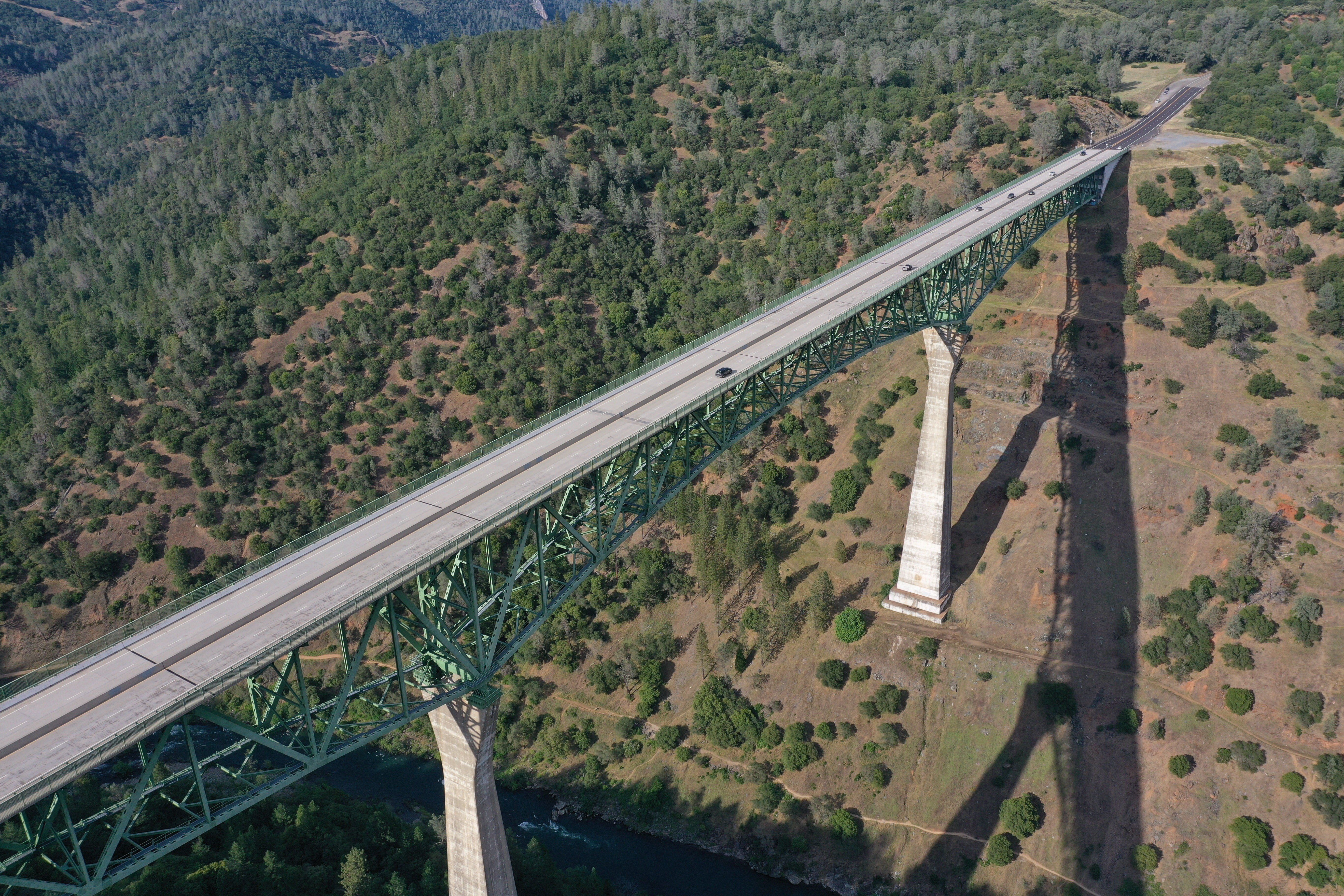
Le pont le 31 mai 2019.

Un projet de réhabilitation aux normes antisismique estimé à 74,4 millions de dollars a été lancé en janvier 2011. Les travaux se sont terminé en 2015,.

## Particularités
- Le pont ne supporte qu'un trafic peu dense.
- Au passage de poids lourd, le pont vibre de façon impressionnante.

## Le pont au cinéma
- Le pont de Foresthill est vu au début du film d'action xXx dans lequel Xander Cage, interprété par Vin Diesel, au volant de la Chevrolet Corvette rouge qu'il a volée, se jette du pont avant de sauter en parachute à mi-hauteur et d’atterrir au fond du canyon de l'American River où l'attendent ses complices.
- Le pont apparaît également dans un montage vers la fin de la comédie romantique L'Abominable Vérité (The Ugly Truth).